# Ranunculus gusmanii
Ranunculus gusmanii är en ranunkelväxtart som beskrevs av Humboldt. Ranunculus gusmanii ingår i släktet ranunkler, och familjen ranunkelväxter. Inga underarter finns listade i Catalogue of Life.